# Propomacrus muramotoae
Propomacrus muramotoae är en skalbaggsart som beskrevs av Fujioka 2007. Propomacrus muramotoae ingår i släktet Propomacrus och familjen Euchiridae. Inga underarter finns listade i Catalogue of Life.